# Pomichna
Pomichna (em ucraniano:  Помічна) é uma cidade da Ucrânia, situada no Oblast de Kirovogrado. Tem 8,15 km² de área e sua população em 2020 foi estimada em 8.874 habitantes.